# NA-2510
La  NA-2510  es una carretera local perteneciente a la Red de Carreteras de Navarra que se inicia en PK 16,19 de N-121-A y termina en Etsain. Tiene una longitud de 3,7 kilómetros.